# Culleredo
Culleredo és un municipi de la província de la Corunya a Galícia. Pertany a la comarca de la Corunya. Limita al nord amb La Corunya i, a través de la ria d'O Burgo, amb el mar, al sud amb Cerceda, a l'est amb Oleiros, Cambre i Carral, i a l'oest amb Arteixo i A Laracha.
En el seu terme municipal, al llogaret d'Alvedro, es troba l'aeroport de la Corunya, anteriorment conegut com a aeroport d'Alvedro.
| 7.495 | 8.004 | 8.738 | 12.614 | 24.640 |
| Fonts: INE i IGE (Els criteris de registre censal variaren i les dades de l'INE i de l'IGE poden no coincidir.) |       |       |        |        |

## Parròquies
- Almeiras (San Xián)
- O Burgo (Santiago)
- Castelo (Santiago)
- Celas (Santa María)
- Culleredo (Santo Estevo)
- Ledoño (San Pedro)
- Orro (San Salvador)
- Rutis (Santa María)
- Sésamo (San Martiño)
- Sueiro (Santo Estevo)
- Veiga (San Silvestre)